# The House of the Devil
The House of the Devil es una película de terror de 2009 escrita, dirigida, y editada por Ti West. Fue protagonizada por Jocelin Donahue, Tom Noonan y Mary Woronov. La historia está ambientada en los años 1980 y gira en torno a una estudiante universitaria que acepta un trabajo como niñera, sin conocer las verdaderas intenciones de la familia que la contrata.

## Trama
La película está ambientada en los años 1980 y es protagonizada por Samantha Hughes (Jocelin Donahue), una estudiante universitaria que está buscando una casa para arrendar. La joven necesita arrendar una casa ya que no tiene una buena relación con su compañera de cuarto. Con el fin de ganar dinero para el pago de la renta, Samantha decide aceptar un trabajo como niñera y llama al número de teléfono que aparece en un aviso, dejando un mensaje en la contestadora automática. Tras colgar, el teléfono público del que llamó comienza a sonar. Samantha contesta y descubre que es la persona que dejó el aviso buscando una niñera, el Sr. Ulman (Tom Noonan), quien se compromete a reunirse con ella para hablar sobre el trabajo. Sin embargo, el hombre no llega al lugar acordado.
Ulman llama al número telefónico de Samantha y le deja un mensaje con su compañera de cuarto. Samantha le devuelve el llamado y él se disculpa por no haber aparecido en el lugar acordado, y le ofrece 100 dólares en caso de que acepte el trabajo como niñera. La joven acepta dado que tiene problemas económicos y necesita el dinero para pagar el arriendo de su nueva casa. Megan (Greta Gerwig), amiga de Samantha, la lleva en su automóvil a la casa de Ulman, que se encuentra alejada del pueblo. Al llegar, Ulman se muestra evasivo ante las preguntas de Megan, y se limita a comentar el eclipse lunar que ocurrirá esa noche, agregando que donde están es el mejor lugar para verlo. Posteriormente, Ulman confiesa que el trabajo no consiste en cuidar a un niño, sino que a la madre de su esposa. Ante esto Samantha duda en aceptar el trabajo, pero finalmente lo hace a cambio de 400 dólares.
Megan se enoja con Samantha por aceptar el trabajo, ya que no confía en Ulman. Tras dejar a su amiga en la casa, Megan se detiende junto a un cementerio para fumar un cigarrillo. Allí, un hombre de barba (A. J. Bowen) aparece de la nada y le ofrece ocupar su encendedor. Tras encender su cigarrillo, el hombre le pregunta a Megan si es la niñera, y ante la respuesta negativa de ella le dispara en la cabeza.
Mientras tanto, Ulman le dice a Samantha que la madre de su esposa es lo suficientemente independiente para cuidarse a sí misma, y puede que ni siquiera la vea esa noche. Antes de irse con su esposa (Mary Woronov), Ulman le dice a la joven que en el refrigerador hay un número telefónico de una pizzería que tiene servicio a domicilio. Una vez sola, Samantha inspecciona las diferentes habitaciones de la casa y juega billar. Posteriormente se muestra que en una de las habitaciones que no visitó hay tres cadáveres. Tras ordenar una pizza, Samantha encuentra unas viejas fotografías familiares de personas que posan frente a la misma casa y automóvil de los Ulman. El descubrimiento la hace sospechar, y cuando llega la pizza la recibe y paga rápidamente. El repartidor de pizza es el mismo hombre que mató a Megan.
Tras comer unos bocados, Samantha bota la pizza a la basura y va al baño. Mientras está en el baño, la joven oye el sonido de un grifo funcionando en otra habitación de la casa. Samantha sube las escaleras para investigar, descubriendo que el sonido proviene del ático. La joven oye los pasos de una persona tras la puerta y se asusta, desmayándose. Samantha despierta atada en el sótano de la casa, rodeada de velas en lo que resulta ser un altar satánico. Los Ulman y el hombre que mató a Megan aparecen vestidos con túnicas negras, acompañados de una sacerdotisa deforme. La sacerdotisa dibuja un pentagrama con sangre en el vientre de la joven, tras lo cual se corta una de sus muñecas y la obliga a beber su sangre. Samantha logra liberarse y acuchilla al Sr. Ulman. La joven escapa por las habitaciones de la casa y descubre el cadáver de Megan en la cocina. El hombre de barba le dispara en el hombro, pero Samantha logra cortar su garganta. La señora Ulman sigue a la joven hasta el ático, donde le dice que no puede hacer nada para impedir lo que sucederá. Allí, la joven sufre unos dolores en su vientre y alucinaciones. Aprovechando que la mujer está distraída, Samantha la apuñala por la espalda.
Samantha intenta llamar al 911, pero vuelve a sufrir alucinaciones, esta vez más fuertes que las anteriores. La joven abandona la casa y huye, siendo perseguida por el señor Ulman. Al llegar al cementerio, Samantha apunta el arma hacia él, y Ulman le dice que no importa que lo mate, ya que es simplemente un mensajero. Ulman le dice a la joven que escuche las voces en su cabeza y acepte su destino. Sin embargo, Samantha toma el arma y se dispara en la cabeza.
La película finaliza en la habitación de un hospital, donde Samantha está en coma. Una enfermera entra y le dice que todo estará bien, y que se recuperará. Tras esto, la enfermera posa su mano sobre el vientre de la joven y agrega que los dos estarán bien.

## Reparto
- Jocelin Donahue como Samantha Hughes.
- Tom Noonan como Sr. Ulman
- Mary Woronov como Sra. Ulman
- Greta Gerwig como Megan.
- A. J. Bowen como Víctor Ulman.
- Dee Wallace como Casera.

## Producción
El director y guionista Ti West optó por ambientar la película en los años 1980 debido a la paranoia que existía durante aquellos años en relación con el satanismo. Algunas de las películas que lo influenciaron fueron Repulsión, Le locataire, Rosemary's Baby, The Changeling, El resplandor y El exorcista. Según West, si bien la película presenta algunos homenajes a aquellos años, su intención era más bien crear una película de época lo más precisa posible.
Al estar ambientada en la década de 1980, el equipo de producción decidió rodar The House of the Devil utilizando una película de 16 mm para darle un aspecto más antiguo. Además de imitar el estilo imperante en la época a través de la ropa y los peinados, el director utilizó algunas técnicas presentes en las películas de aquellos años. Por ejemplo, una de las técnicas es hacer zoom con la cámara en vez de realizar un travelling frontal. Otra de las técnicas consistió en congelar las imágenes durante los créditos iniciales de la película. Además, al comienzo de la película se dice que está basada en hechos reales, una estrategia utilizada en cintas como The Amityville Horror y The Texas Chain Saw Massacre.

## Banda sonora
La banda sonora de The House of the Devil fue lanzada el 17 de noviembre de 2009 en un disco doble, junto a la banda sonora de la película I Can See You. Ambas fueron compuestas por Jeff Grace. La lista de canciones de The House of the Devil es la siguiente:
1. Opening (1.10)
2. Family Photos (2.24)
3. The View Upstairs (1.45)
4. Original Inhabitants (3.05)
5. Meeting Mr. Ulman (1.12)
6. Keep the Change (1.12)
7. Footsteps (1.27)
8. Mother (3.07)
9. Chalice (0.51)
10. On the Run (3.45)
11. Lights Out (3.04)
12. He's Calling You (1.50)
13. The House of the Devil (5.49)
14. Mrs. Ulman (2.04)

## Estreno
La película fue estrenada el 25 de abril de 2009 en el Festival de cine de Tribeca, en Nueva York. Posteriormente fue exhibida en otros festivales de cine, incluyendo los de Chicago y Mar del Plata. The House of the Devil fue estrenada en Estados Unidos a través del sistema vídeo bajo demanda el 1 de octubre de 2009, y en un número limitado de cines el 30 de octubre del mismo año.
Las versiones en DVD y Blu-ray de la película fueron lanzadas el 2 de febrero de 2010. Ambas versiones incluyen contenido extra, como comentarios del director, los productores y la actriz Jocelin Donahue, escenas eliminadas y un making-of de la película. Fue creada además una versión promocional de la película en formato VHS, a modo de homenaje de las películas de terror de los años 1980.

## Recepción
The House of the Devil obtuvo una respuesta positiva por parte de la crítica cinematográfica. La película posee un 86% de comentarios positivos en el sitio web Rotten Tomatoes, basado en un total de 88 críticas, y una puntuación de 73/100 en Metacritic. Roger Ebert del periódico Chicago Sun-Times destacó el trabajo del director Ti West y escribió: "[West] es un admirador de las películas de terror clásicas y entiende que si hay algo más aterrador que una casa embrujada, es una casa posiblemente embrujada. La película puede servir de introducción para algunos miembros de la audiencia a la definición hitchcockiana de suspenso: es la anticipación, no el acontecimiento, eso es lo divertido".